# Lillian Axe
Lillian Axe es una banda de hard rock estadounidense que alcanzó popularidad en la década de 1980 en ese país. La banda compone música que va desde baladas acústicas hasta canciones con acordes similares al heavy metal.

## Historia
Lillian Axe sacó al mercado cuatro discos (Lillian Axe, Love + War, Poetic Justice y Psychoschizophrenia) antes de separarse en 1995. En 1999 la agrupación se reunió para publicar el disco Fields of Yesterday y una grabación en directo, Live 2002.
La formación más conocida de la banda fue Ron Taylor (voz), Steve Blaze (guitarra, teclados), Jon Ster (guitarra, teclados), Darrin Delatte (bajo), y Gene Barnett (percusión). Sus mayores éxitos fueron "Dream Of A Lifetime" (de su álbum debut), y "True Believer", "No Matter What", "Body Double" y "See You Someday", que se encuentran en su álbum de 1992, Poetic Justice.
Luego de numerosos altibajos y cambios de formación, la banda continúa con Steve Blaze como único miembro estable.

## Miembros

### Actuales
- Steve Blaze - Guitarra, teclados
- Brent Graham  - Voz
- Sam Poitevent - Guitarra
- Michael Max Darby - Bajo
- Wayne Stokely - Batería

### Anteriores
- Brian Jones - Voz.
- Derrick LeFevre - Voz
- Ron Taylor - Voz.
- Jon Ster - Guitarra, teclados
- Chris Brown - Bajo
- Eric Morris -Bajo
- Rob Stratton - Bajo
- Darrin DeLatte - Bajo
- Ken Koudelka - Batería
- Danny King - Batería
- Gene Barnett - Batería
- Craig Nunenmacher - Batería
- Tommy Scott - Batería

## Discografía

### Álbumes en estudio
- Lillian Axe (1988)
- Love + War (1989)
- Poetic Justice (1992)
- Psychoschizophrenia (1993)
- Fields of Yesterday (1999)
- Waters Rising (2007)
- Sad Day On A Planet Earth (2009)
- Deep Red Shadows (2010)
- XI: The Days Before Tomorrow (2012)
- From Womb to Tomb (2022)

### Discos en vivo
- Live 2002 (2002)
- One Night In The Temple (2014)

### Videos
- "Dream of a Lifetime"
- "No Matter What"
- "Show a Little Love"